# Bulbophyllum curranii
Bulbophyllum curranii är en orkidéart som beskrevs av Oakes Ames. Bulbophyllum curranii ingår i släktet Bulbophyllum och familjen orkidéer. Inga underarter finns listade i Catalogue of Life.